# Tombeau des Deux-Amants
Pour les articles homonymes, voir Les Deux-Amants.
Le tombeau des Deux-Amants était un édicule antique situé à l’entrée nord de Lyon, dans le Faubourg de Vaise, rive droite de la Saône. Il fut détruit en 1707. Bien que modeste, ce monument connut une grande notoriété en raison de son nom et du mystère entourant son origine.

## Description

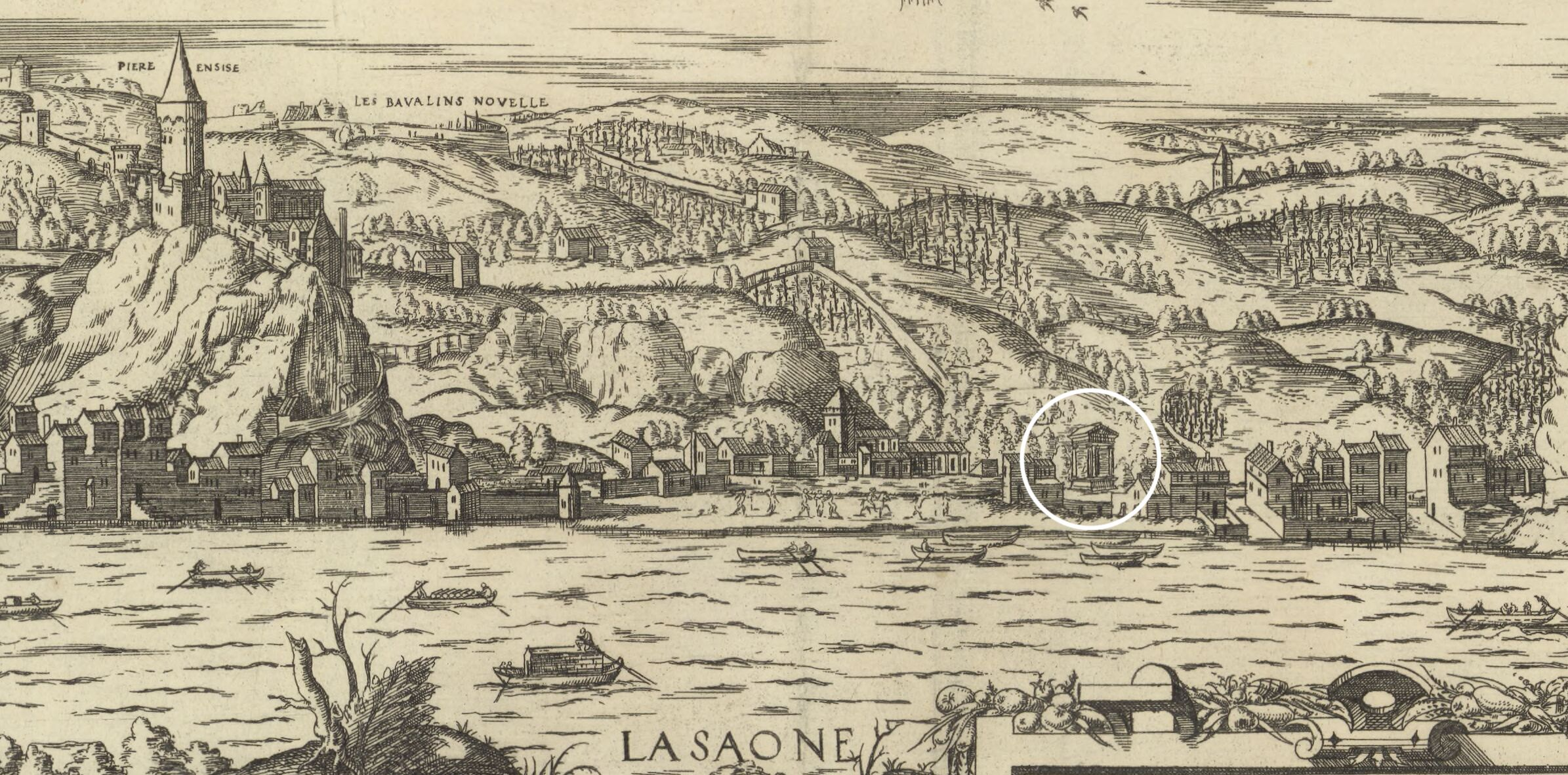
Vue du Tombeau des Deux-Amants sur l'estampe "La Cité de Lyon" datant de 1548

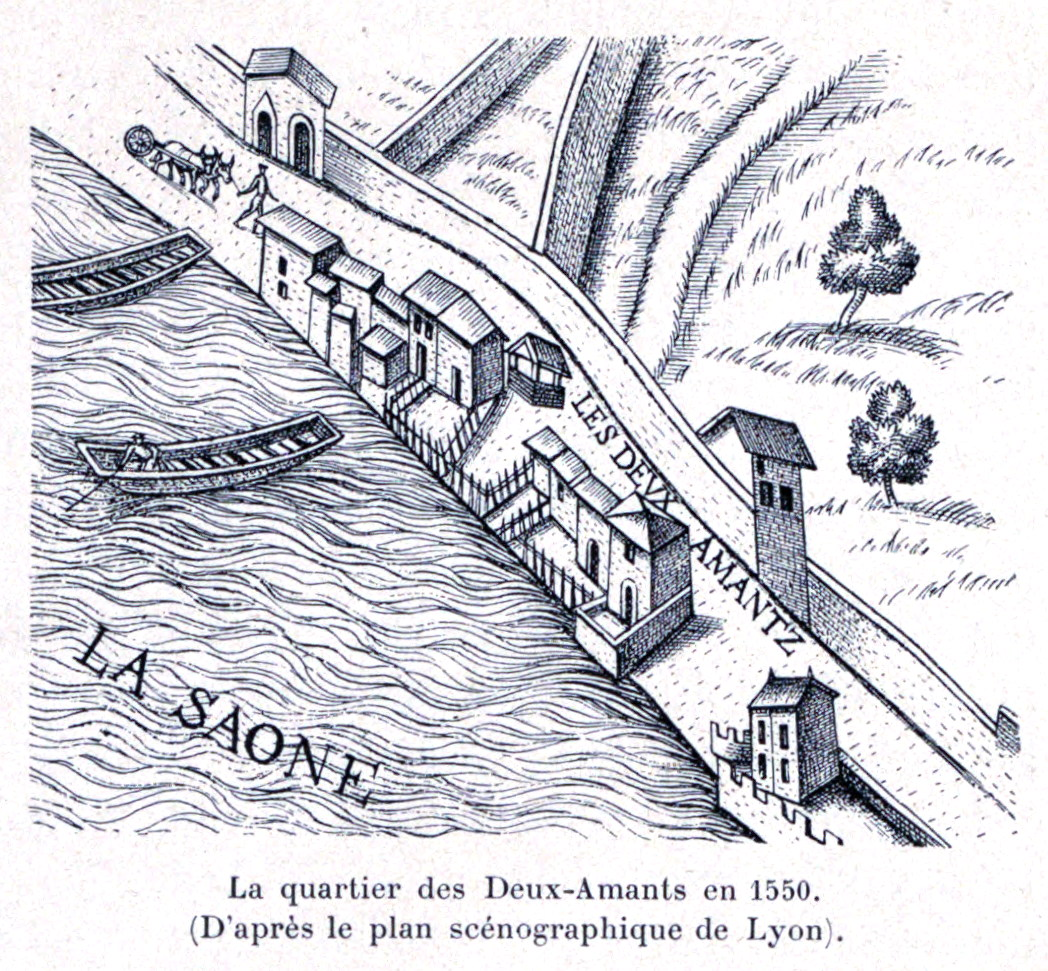
Le tombeau des Deux-Amants était situé à l’embranchement de deux chemins, celui qui longeait le bord de la rivière et celui qui de là gravissait le coteau

En bordure de la voie d'Aquitaine, entre les portes de Vaise et de Pierre-Scize, se trouvait un petit monument de pierre isolé, tourné vers l’orient, faisant face à la Saône, que la tradition populaire désignait sous le nom de tombeau, ou sépulcre, des Deux-Amants. Il était situé à quelques pas de l’entrée de la ville et à l’embranchement de deux chemins, celui qui longeait le bord de la rivière et celui qui de là gravissait le coteau, sur une place publique, joignant la maison d'un forgeron. Il était à proximité de l'ancienne église de l'Observance, à peu près en face du couvent de Franciscaines du Tiers-Ordre, dites de Sainte-Elisabeth, surnommé le monastère des Deux-Amants, qui est actuellement occupé par le Conservatoire National Supérieur de Musique et de Danse.

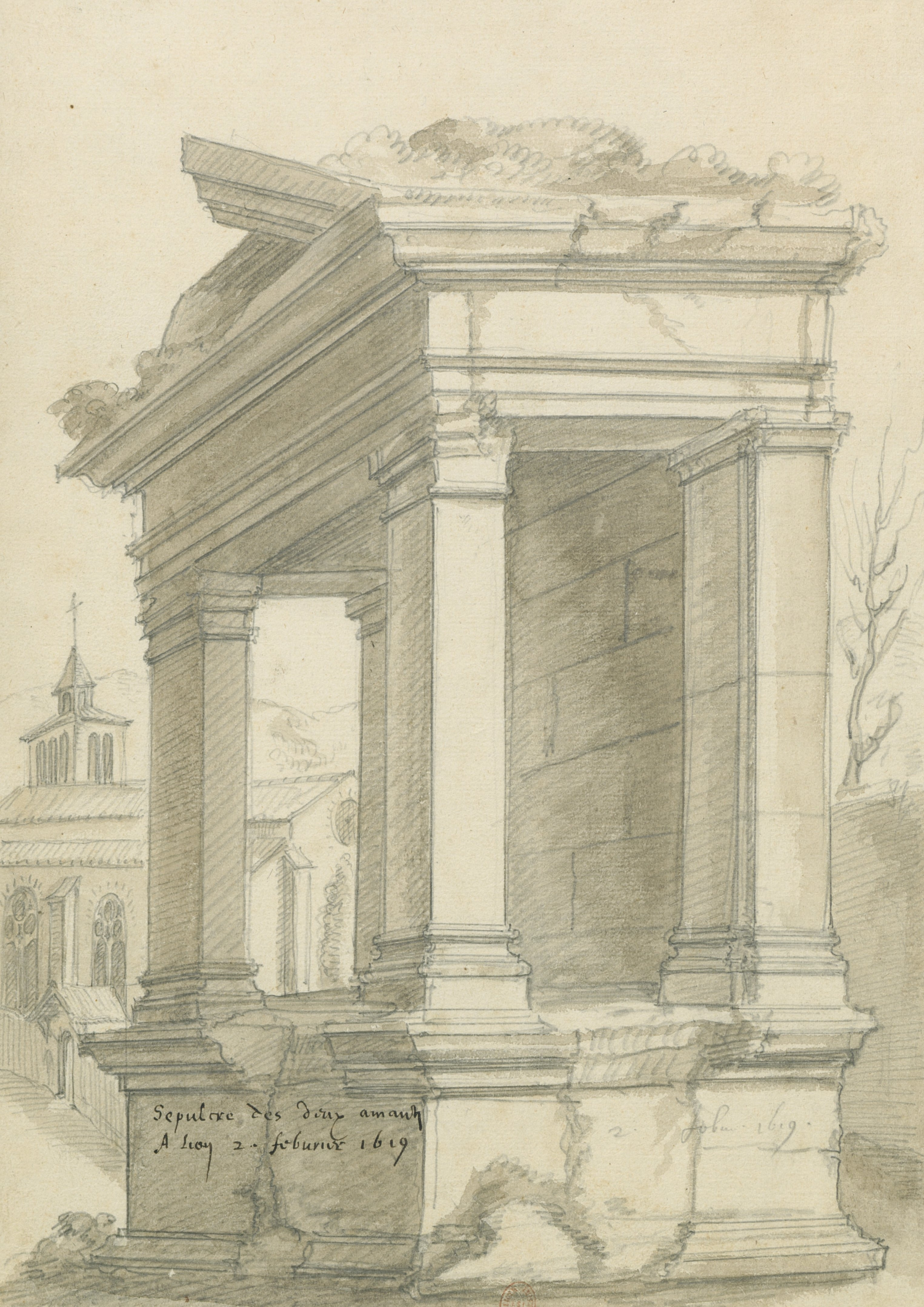
Sépulcre des deux Amants - Lyon - Étienne Martellange 1619

Il était de forme simple, de plan carré, du style d'un temple à celle, d’une hauteur d’environ 20 pieds (6 mètres). Sur un vaste socle s'élevaient quatre pilastres à chapiteau dorique, qui supportaient un entablement, couronné de deux côtés par un fronton. L'entrepilastre d'une des faces était muré, les trois autres faces étaient ouvertes,. André Steyert dans sa Nouvelle histoire de Lyon parue en 1895 le compare au mausolée d’Acceptius, découvert peu de temps auparavant, en 1870, rue de Marseille, dans le 7e arrondissement de Lyon.
Il parait au comte de Caylus que ce monument était du siècle d’Auguste. Claude Brossette juge lui qu’il a été fait après le siècle d’Auguste. Quant à Dominique de Colonia, il pense qu’il devait être au plus tard du second siècle.

## Origine et destination
Ce petit monument était le seul édifice antique de Lyon qui subsistât presque entier jusqu'au début du XVIIIe siècle, cependant il devint aussi célèbre par l’incertitude de son origine que par son ancienneté même. En effet il dut sa grande popularité au mystérieux couple duquel il tenait son nom, qui suscita diverses fables sur l'amour conjugal ou fraternel et en fit le symbole de l’amour éternel.
Comme aucun auteur ancien n'en a parlé et qu'il ne portait aucune inscription, les antiquaires et historiens de Lyon ont formulé au cours du temps de nombreuses conjectures concernant la véritable destination de ce tombeau et l'identité de ces fameux deux Amants, sans pouvoir affirmer rien de certain. Sa démolition n’ayant rien révélé, le mystère est resté entier.

### Tombeau des amants Hérode Antipas et Hérodiade
Selon la tradition populaire, qui s’appuie sur le récit de Flavius Josèphe mentionnant, dans ses Antiquités Judaïques, que Caligula condamna Hérode « à l’exil perpétuel en lui imposant pour résidence Lyon [Λούγδουνον], ville de Gaule » et exila aussi Hérodiade avec lui, le tombeau des Deux-Amants aurait été celui d’Hérode Antipas et d’Hérodiade.

« Les autres dressoient sepulchres semblables a celluy qui se voit à Lyon renomme des deux amans que lon dit estre du jeune herode & herodiade sa femme envoyez en exil audit lyon par Caligula lempereur qui donna a herodiade le liberal arbitre de suivre son mary ce quelle feit par une treshonneste affection & amitie & tous deux ilz moururent comme le recite iosippus au livre de lantiquite judaique. »

— Guillaume du Choul (c. 1496 — 1560), Des antiquités romaines (manuscrit inédit, c. 1547)
Cette légende a été reprise et propagée par Guillaume Paradin de Cuyseaulx (c. 1510 — 1590), dans ses Mémoires de l'histoire de Lyon publiées en 1573, celui-ci se référant à Flavius Josèphe, Comestor et Antonin, archevêque de Florence : « Comestor, & Antonin Archeuesque de Florence tiennēt, que ceste haute sepulture, estant à Lyon en Veze, au lieu dict les deux amans, est le sepulchre d’Herode Antipas, & de Herodias. »
Claude de Rubys (1533 — 1613), dans son Histoire véritable de la ville de Lyon publiée en 1604, avance plusieurs arguments pour réfuter cette fable, qu’il qualifie par dérision de Paradine. Tout d’abord il se réfère à S. Antonin, « lequel veritablement dict bien en son histoire que cest Herodes & son Herodias furent exilez à Lyon, & qu’ils y moururent miserables », estimant que des personnes mortes dans la misère ne peuvent avoir une sépulture qui « se voit mémorable jusques à notre temps ». Il indique ensuite que « Ce n’est pas chose asseurée, qu’Herodes & Herodias soyent morts à Lyon: et quoy que Iosephe Iuif l’aye escrit en ses Antiquités Iudaiques: il a neātmoins escrit en son liure de la guerre des Iuifs, que Herodes se retira en Espaigne, où il eut sa femme pour compaigne de sa peregination », ce qui d’après de Rubys est également attesté par Egesippus et Ado Viennensis. Il affirme enfin qu’il était expressément défendu par les lois romaines de dresser en une colonie romaine comme était Lyon, « vn tel trophée en mémoire d’vn, que les historiēs témoignent estre mort misérable, attainct & convaincu de crime de leze Majesté. »

### Tombeau de chastes époux chrétiens
Claude de Rubys, toujours dans l’Histoire véritable de la ville de Lyon, suggère que le tombeau des Deux-Amants pourrait être celui de deux époux chrétiens de l’église primitive ayant fait vœu de chasteté et enfin réunis dans la tombe : « les Chrestiens honnoraient jadis de ceste qualité des deux Amants, les sépultures des hommes & femmes, qui estant mariez, ensemble, faisoyent vœu de continence. » Il s’inspire en cela de l’histoire des deux amants de Clermont que rapporte Grégoire de Tours dans son Histoire des Francs et dans Les livres des miracles.
À l’appui de cette conjecture il mentionne que la localisation du tombeau à l’entrée de la ville était usuelle pour les sépultures des premiers chrétiens dans l’empire Romain : « les Chrestiens, auāt que les Empereurs ayant embrassé le Christianisme, & leur eussent permis l’exercice libre de leur Religiō, n’eussent osé enterrer leurs morts dans les villes […] les sépultures des Chrestiens estoyent hors les villes, & communement près les portes, & à l’entrée desdictes villes (cōme est celle d’ont est questiō). »

### Tombeau de deux amants, ou amis, réunis à Lyon
Le voyageur allemand Abraham Gölnitz (de) (15.. — après 1642), dans son ouvrage Ulysses Belgico-Gallicus publié en 1631, rapporte une autre légende :
« Alii sunt, qui duorum amantium volunt esse monumentum, è Sicilia exulatum qui iverunt diversis & oppositis quasi viis & itineribus ; iique posteà Lugduni iterum convenêre, vitamque in mutuo amoris officio finiêre ; unde contantiæ & mutui adfectûs hoc iis publicum positum sit monumentum. »
— Abraham Gölnitz, Ulysses Belgico-Gallicus

« D’autres veulent, au contraire, que ce soit la sépulture de deux amants, exilés de la Sicile, et qui, après avoir parcouru longtemps divers pays et suivi des routes opposées, se retrouvèrent à Lyon, où ils finirent leurs jours dans les soins d’un amour mutuel. C’est pourquoi on leur aurait élevé ce monument public en témoignage de leur affection constante et réciproque. »
— Antoine Vachez, Lyon au XVIIe siècle, extrait de l’Itinéraire en France et en Belgique
Ce récit est repris en 1696 par Claude-François Ménestrier (1631 — 1705) dans son Eloge historique de la ville de Lyon, avec quelques variantes : « c’etoit le tombeau […] de deux amis, qui s’étant trouvez inopinément en ce lieu, aprés avoir été plusieurs années sans se voir, y moururent de joye de s'être ainsi retrouvez. »

### Autel payen
Jacob Spon (1647 — 1685), dans son ouvrage Recherche des antiquités et curiosités de la ville de Lyon datant de 1673, doute que ce monument soit un tombeau « parce que si cela etoit, il y auroit quelque Inscription. » Il propose que ce soit un autel payen, un sacellum : « Ie crois qu’on pourroit plus aysément soutenir, que c’étoit un Autel Payen, dédié à quelque Déité qu’on adoroit à l’entrée de la ville. Le devant regarde l’Orient, pour lequel ils avoient vne vénération particulière, & le mur du fonds pouvoit servir à appuyer les pierres d’Autels destinées aux Sacrifices, ou les Statues des Divinités qu’on y adoroit. »
Le comte de Caylus (1692 — 1765), dans son Recueil d’antiquités égyptiennes, grecques, romaines et gauloises de 1759, penche pour cette hypothèse, sans certitude : « La simple vue du monument m’auroit persuadé que c’était un Sacellum, une petite Chapelle de la Divinité, protectrice de ce quartier. »
Toutefois cette hypothèse n'explique pas la dénomination de ce monument.

### Tombeau de deux prêtres d’Auguste surnommés Amandus
Claude-François Menestrier (1631 — 1705), dans son Eloge historique de la ville de Lyon de 1696, évoque deux inscriptions trouvées sur les piédroits d’une porte du cloître de la cathédrale Saint-Jean pour proposer une autre explication : ce monument serait le tombeau de deux prêtres d’Auguste dont l’un s'appelait Tiberius Claudius Amandus : « Je dis donc que ce fut le tombeau de deux Augustaux, qui eurent de surnom d’Amandus, & qui étant morts sans enfants, laisserent leurs Affranchis leurs héritiers, qui leur firent bâtir ce tombeau, en forme de temple, où il semble qu’il y ait eu autrefois deux statuës. Les inscriptions de ce tombeau, aussi bien que les statuës, en furent enlevées, & l’on avoit fait des débris d’une partie de ce Temple, une des portes du Cloître de saint Jean, qui est à présent dans la maison de Mr. Le Comte de Chalmazel, Chantre de cette Église. »
Ménestrier ne reproduit qu’une seule des deux inscriptions auxquelles il fait référence :
« (diis manibus)
T.(iberi) CLAUDI AMANDI
(se)VIR(o) AUG.(ustali) LUGUD.(unensis)
PATRONO
SANCTISSIMO
CLAUDI
PEREGRINUS ET
PRIMIGENIUS
LIBERTI ET HEREDES
P.(onendum) C.(uraverunt) »
« Aux Dieux Manes de Tiberius Claudius Amandus, sévir Augustal de Lyon, leur très vénérable ancien maître, ses affranchis et héritiers Claudius Peregrinus et Primigenius ont fait élever ce tombeau. »
Claude Brossette (1671 — 1743), dans son ouvrage Éloge historique de la ville de Lion, datant de 1711, réfute cette hypothèse. Tout d’abord il fait remarquer que les inscriptions sur lesquelles se base Ménestrier ne font mention que d’un seul Amandus alors qu’il est question de deux Amants. Ensuite il ne voit pas pourquoi on aurait détaché ces deux pierres de l’édifice sans le démolir et pourquoi on les aurait transportées à l’autre bout de la ville.

### Sépulture d’un gaulois nommé Amandus et de sa sœur bien aimée
Brossette, dans son ouvrage Éloge historique de la ville de Lion, formule une nouvelle hypothèse, basée sur une inscription que Spon avait trouvée sur un cippe « dans le pré de la Blancherie de Monsieur Alexandre, en allant de Trion en Veze, à la porte de la maison où se blanchit le linge » et transcrite dans son ouvrage Recherche des antiquités et curiosités de la ville de Lyon, mais sans faire de lien avec le tombeau des Deux-Amants tout proche :
« D.(iis) M.(anibus)
ET MEMORIAE AETER
NAE OLIAE TRIBVTAE
FEMINAE SANCTIS
SIMAE ARVESCIVS
AMANDVS FRATER
SORORI KARISSIMAE
SIBIQVE AMANTISSI
MAE P.(onendum) C.(uravit) ET SVB ASCIA
DEDICAVIT »
« Aux Dieux Manes et à la mémoire éternelle d'Olia Tributa, sa sœur bien aimée et dont il fut tendrement chéri, son frère Arvescius Amandus a fait élever ce tombeau et l'a dédié sous l'ascia. »
Il en déduit qu’il s’agit de la sépulture d’un frère et d’une sœur : « Aux extrémitez du même Quartier de Vaise où est le Tombeau des deux Amans, il y avoit une autre Inscription dans laquelle on lit le nom d’un AMANDUS, qui érigea un tombeau à sa Sœur bien-aimée. […] Cette Epitaphe fournit un éclaircissement nouveau touchant le Tombeau des deux Amans, qui peut avoir été nommé ainsi, à cause des noms de ce frère & de cette sœur : Amandus Frater, Sorori Amantissima ; ou à cause de leur tendresse mutuelle qui est exprimée dans cette Epitaphe. »
Dominique de Colonia (1660 — 1741), dans son Histoire littéraire de la ville de Lyon, publiée en 1728, justifie ce récit. Il mentionne, comme Spon avant lui, que les noms des frère et sœur, Arvescius Amandus et Olia Tributa, sont deux noms gaulois latinisés.

### Mausolée de deux amants gaulois
Louis-Claude Bruyset de Manévieux (1738 — 1793), dans un chapitre du Porte-feuille Lyonnois paru en 1780, raconte que deux gaulois, Anitus et Ovar, se battirent pour Doncia, une gauloise amoureuse d’Ovar. Anitus tua les deux amoureux Ovar et Duncia et le Gouverneur de la ville, Séranus, fit bâtir un mausolée décoré de quatre colonnes sous lequel furent ensevelis leurs corps.
Ce récit est repris en 1829 par Pierre Clerjon (1800 — 1832), dans son Histoire de Lyon.

### Sépulture de parents du général Amandus
Joseph-François Artaud (1767 — 1838), dans son ouvrage Lyon souterrain publié en 1846, indique que « Il y eut, sous l’empereur Maximien, un général nommé Amandus, qui fut proclamé empereur dans les Gaules; peut-être nos deux Amants étaient-ils de la même famille. »

## Destruction
Sur la requête des habitants du quartier Pierre-Scize, le Consulat de la ville de Lyon a ordonné, par sa délibération du mardi 7 juin 1707, la démolition du tombeau des deux Amans. Les raisons invoquées sont l’embarras qu’il cause à la circulation et le danger que représente sa caducité, car il menace ruine d’un côté, ces risques s’aggravant « par l’exécution du plan des Dames Religieuses de Sainte-Élisabeth des deux Amans, qui ont obtenu du Consulat de faire construire un portail à leur église, qui etressira de plus en plus le chemin. » Le Consulat a également arrêté « de faire creuser jusqu’à la fondation pour découvrir, s’il est possible, quelque inscription ou quelqu’autre témoignage de l’origine de ce monument » et de « le faire rétablir et réparer aux frais de ceste ville et communauté dans la place qui est auprès de l’endroict où il est a present. »
Sa démolition a été effectuée le 15 juin 1707, elle n’a rien révélé concernant son origine et, contrairement à ce qui avait été décidé, il n’a pas été reconstruit à proximité.

« On prétend que l’espérance de trouver dans ses fondements quelques éclaircissements sur l’objet de sa fondation, fit naître l’idée de le démolir. Ainsi un édifice qui avoit été jusques alors respecté par l’injure des temps, les irruptions des Barbares, & les diverses révolutions qu’avoit éprouvé cette ville, fut renversé par une curiosité inutile, qui ne dut laisser dans les esprits, après avoir été satisfaite, que le regret d’avoir fait disparoître pour jamais, le seul monument qui subsistât presque entier, de la splendeur de ses premiers habitants. »

— Étienne-Joseph Poullin de Lumina, Abrégé chronologique de l’histoire de Lyon
.
Artaud, dans son ouvrage Lyon souterrain, dit néanmoins avoir vu un ossuaire retiré du tombeau des Deux-Amants : « Nous nous rappelons avoir vu, chez un épicier du voisinage, un petit bisomum, ou plutôt un ossuaire double en pierre de Choin, qu’on nous dit avoir été retiré du tombeau des Deux-Amants, ce qui est très vraisemblable. »

## Œuvres littéraires et musicales
Les légendes du tombeau des Deux-Amants ont inspiré plusieurs auteurs.

### Honoré d’Urfé

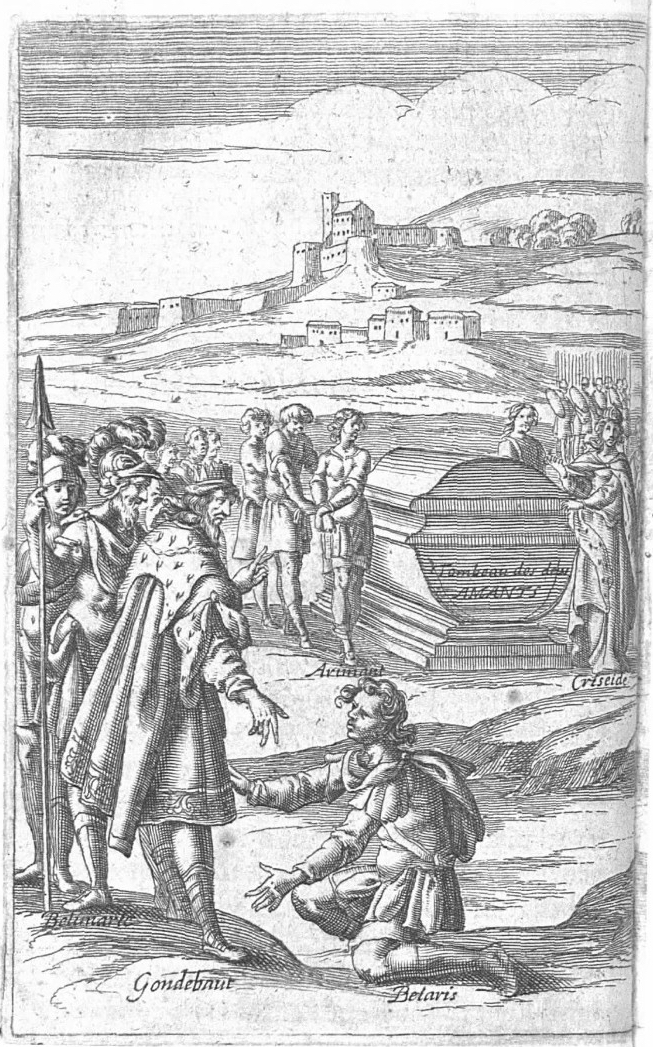
À Pierre-Cyse, devant le Tombeau des deux Amants, Chriséide menace de se poignarder sous les yeux d’Arimant, les poings liés; au premier plan, Bellaris supplie le roi Gondebaut d’épargner la vie de son maître Arimant.

Dans son roman L'Astrée, publié de 1607 à 1627, Honoré d'Urfé (1567-1625) fait du tombeau des Deux-Amants un lieu d’asile pour les amants persécutés : « Il estoit vray que ce sepulchre des deux Amants estoit un Asyle pour tous ceux qui s’y retiroient, et qui recevoient outrage en ce qui estoit de l’amour, et si religieusement observé, que le pere ny la mere mesme n’en pouvoient retirer leurs enfans, quand ils en tenoient l’un des coins. ». Hylas et Periandre s'y rendent pour faire le serment de leur amitié, Chriséide y jure son amour pour Arimant.

### Pierre Labbé
Tumulus duorum amantium apud Lugdunum erectus (Le tombeau des Deux-Amants érigé à Lyon) est un poème de Pierre Labbé (1596-1678) figurant dans la deuxième édition de son ouvrage Eustachivs sev Placidvs, heros christianvs (Eustathe ou Placidas, héros chrétien) parue en 1672. Il fait référence à Grégoire de Tours.

### Laurence Sterne
Dans le roman The Life and Opinions of Tristram Shandy, Gentleman (Vie et opinions de Tristram Shandy, gentilhomme), de l’écrivain anglais Laurence Sterne (1713-1768), publié à partir de 1759, le héros Tristram Shandy rapporte la fable d’Amandus et Amanda, deux amants morts de joie en se retrouvant à Lyon après une très longue séparation. Il se rend dans cette ville pour aller voir leur sépulture, le tombeau des Deux-Amants, mais grande est sa déception quand il se rend compte qu’il a été démoli.

### Gaspare Spontini
Le Tombeau des deux amants est une aria da camera (air de chambre) pour voix moyenne et piano (ou harpe) du compositeur italien Gaspare Spontini (1774-1851), sur des paroles de M. de Luigny, extraite de Six nouvelles romances, no 1, dédiées à Sa Majesté la Reine de Hollande,.

## Lieux et édifices homonymes

### Lieux et édifices actuels
Bien qu'il ait disparu il y a plus de trois siècles, plusieurs lieux publics tiennent encore aujourd'hui leur nom de ce monument antique.
Le clos des Deux-Amants est un terrain du 9e arrondissement de Lyon où se situe l’actuel Conservatoire National Supérieur de Musique et de Danse.
Le tunnel des Deux-Amants est un tunnel ferroviaire de 310 m de long, entre Tassin et Gorge-de-Loup, sur la ligne de Lyon-Saint-Paul à Montbrison, mis en service en 1876.
Le viaduc des Deux-Amants est un viaduc de la route métropolitaine M6 de 574,80 m de long, situé à l'accès ouest du tunnel de Fourvière, mis en service en 1971,,.
La rue des Deux-Amants est une voie du 9e arrondissement de Lyon allant de l’avenue Sidoine Apollinaire à la rue professeur Patel.
Le jardin des Deux-Amants est une aire de jeux et une aire à chiens du 9e arrondissement de Lyon située au 17 rue des Deux-Amants.
La résidence Les Deux-Amants est un ensemble d’immeubles de logements situé dans le quartier de Champvert, rue professeur Patel, construit en 1973.
Le stade des Deux-Amants est un complexe sportif situé dans le 9e arrondissement de Lyon, rue Frère Benoît.

### Lieux et édifices disparus
Le bastion des Deux-Amants était un édifice militaire dont il ne subsiste que la tour arasée des Deux-Amants au sein du fort de Vaise.
Le port des Deux-Amants, ou port de l'Observance, était un port de la rive droite de la Saône dans le quartier de Vaise, aujourd'hui disparu,.
Le quai des Deux-Amants était un quai de la rive droite de la Saône qui est devenu aujourd'hui le quai Chauveau.
La place des Deux-Amants était une place du quartier de Vaise, au débouché du pont de Serin - l'actuel pont Kœnig - sur la rive droite de la Saône,.